# Phineas Hitchcock

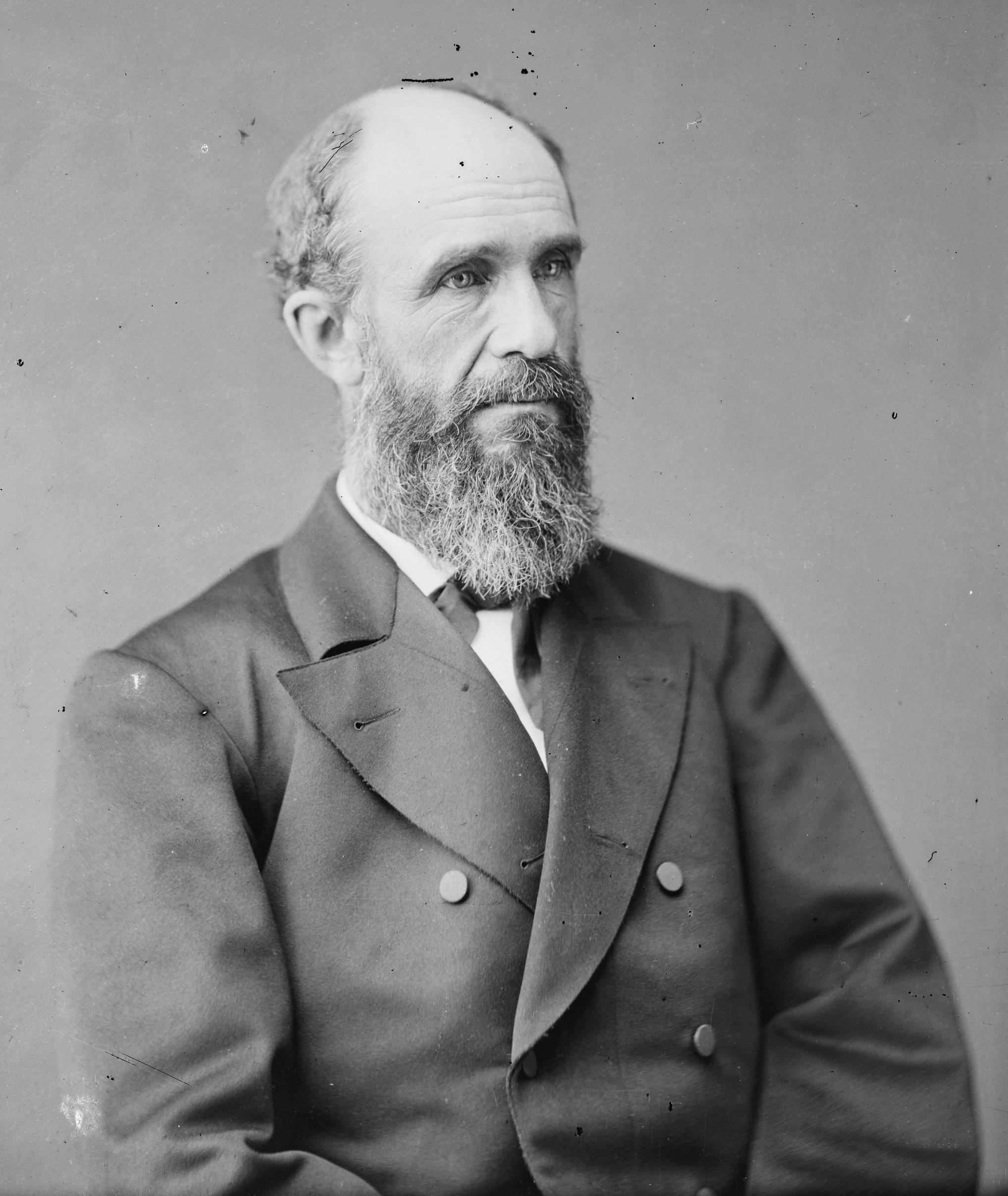
Phineas Hitchcock

Phineas Warren Hitchcock, född 30 november 1831 i Columbia County, New York, död 10 juli 1881 i Omaha, Nebraska, var en amerikansk republikansk politiker. Han representerade delstaten Nebraska i USA:s senat 1871-1877. Han var far till Gilbert Hitchcock.
Hitchcock utexaminerades 1855 från Williams College. Han studerade sedan juridik och flyttade 1857 till Omaha. Han tjänstgjorde som sheriff 1861-1864. Han representerade 1865-1867 Nebraskaterritoriet i USA:s kongress som delegat utan rösträtt.
Hitchcock efterträdde 1871 John Milton Thayer som senator för Nebraska. Han efterträddes sex år senare av Alvin Saunders. 
Hitchcock avled 1881 och han gravsattes på Prospect Hill Cemetery i Omaha. Hitchcock County har fått sitt namn efter Phineas Hitchcock.